# Значок «Відміннику охорони здоров'я» (СРСР)
Значок «Відміннику охорони здоров’я» – відомча нагорода  Міністерства охорони здоров’я (МОЗ)  СРСР, нагородження якою здійснювалося у Радянському Союзі в 1936 – 1991 роках.

## Історія питання
Значок «Відміннику охорони здоров’я» вперше був запроваджений Наркоматом охорони здоров’я СРСР у 1936 році.
Згодом,  у 1956 році був виданий наказ вже Міністерства охорони здоров’я СССР про впровадження значка.   
Наказом МОЗ  СРСР № 742  від 7 вересня 1972 року  був затверджена інструкція про порядок нагороди значком «Відміннику охорони здоров’я».

## Порядок нагородження значком «Відміннику охорони здоров’я»
- Значком нагороджувалися працівники установ системи охорони здоров’я СРСР, медичні працівники інших міністерств та відомств, які мали стаж бездоганної роботи не менше 10 років, зразково виконували  обов’язки по наданню медичної допомоги населенню, сприяли розвитку охорони здоров’я  тощо.

- Значком «Відміннику охорони здоров’я» нагороджував Міністр охорони здоров’я СРСР.

- Клопотання про нагородження значком  перед міністром МОЗ СРСР вносили  МОЗ союзних республік, Президія Академія медичних наук СРСР, ректори медичних навчальних закладів, інститутів вдосконалення лікарів, директори науково-дослідних інститутів, установ та організацій системи МОЗ СРСР, начальники управлінь, відділів МОЗ, партійні, профсоюзні та громадські організації.

- Значок «Відміннику охорони здоров’я» та посвідчення до нього видавало Управління кадрів МОЗ СРСР за довіреністю представникам МОЗ союзних республік, Президії АМН СРСР, та інших відомств та організацій, які клопотали про нагородження.

- Повторного нагородження значком не проводилося, дублікат не видавався.

## Опис нагрудного значка «Відміннику  охорони здоров’я»
Значок є медальйоном , виготовленим з бронзи,  розміром 28 на 25 мм. На лицевій стороні його, у центрі, на тлі  променів сонця розміщені випукло виступаючі серп і молот та чаша зі змією, увінчані п’ятикутною червоною  зіркою й червоним прапором. Зірка і прапор покриті червоною емаллю. У нижньому краї медальйона розміщена стрічка з роздвоєними кінцями, яка покрита білю емаллю. На червоному емалевому фоні прапора розміщений випуклий надпис «ОТЛИЧНИКУ», на білому емалевому фоні стрічки – «ЗДРАВООХРАНЕНИЯ».
На зворотній стороні значка розташований нарізний штифт з гайкою  для кріплення значка до одягу.